# مهدي بن أحمد الحكمي
مهدي بن أحمد الحكمي شاعر سعودي , اسمه مهدي بن أحمد محمد الحكمي , ولد عام 1386 هـ الموافق 1966 في قرية مزهرة التابعة لمنطقة جازان جنوب المملكة العربية السعودية , بدأ مهدي دراسته الابتدائية بمدرسة قريته مزهرة , ثم واصل دراسته المتوسطة بمتوسطة معاذ بن جبل بجازان , ثم الثانوية بالمعهد العلمي بجازان وحصل منها على الشهادة الثانوية عام 1404 هـ , ثم التحق بكلية اللغة العربية بجامعة الإمام محمد بن سعود الإسلامية وتخرج منها عام 1408 هـ , عمل بعدها مدرس للأدب العربي وتاريخه بالمعهد العلمي بجازان , وقد شارك مهدي في العديد من الأمسيات الأدبية والمهرجانات الشعرية داخل منطقة جازان وخارجها.